# Alexandros Stefanidis
Alexandros Stefanidis (* 1975 in Karlsruhe) ist ein deutsch-griechischer Bestseller-Autor und preisgekrönter Journalist.

## Leben
Alexandros Stefanidis hat in Heidelberg, Thessaloniki und Toronto Germanistik, Politikwissenschaft und Soziologie studiert und anschließend die Deutsche Journalistenschule in München besucht. Neben seiner Tätigkeit als freier Autor für Die Zeit, Stern, NZZ und Geo arbeitete er von 2006 bis 2014 als Redakteur beim Süddeutsche Zeitung Magazin, wo er unter anderem die wöchentliche Kolumne Sagen Sie jetzt nichts verantwortete. Während der Euro-Krise trat er als Griechenland-Experte mehrfach in politischen Talk-Sendungen wie „Beckmann“ oder „Hart aber fair“ auf. Im Jahr 2013 drehte er mit SPIEGEL TV die Reportage „Europa am Abgrund: Highway to Hellas“. Von August 2014 bis Oktober 2015 leitete Stefanidis das Ressort Reportage beim Wochenmagazin Focus. Im Anschluss agierte er bis Mai 2016 als freier Berater für die internationale Konferenz- und Innovationsplattform DLD der Hubert Burda Media Group. Von Januar 2017 bis Januar 2018 erschien seine wöchentliche Interview-Kolumne Mein geliebtes Ich (gemeinsam mit Fotograf Frank Lübke) im Stern.
Seit Oktober 2016 arbeitet Stefanidis (zunächst als Freelancer, ab Juni 2017 in Festanstellung) für das von Dominik Wichmann gegründete Publishing House Looping Group, in der er mehrere Führungsfunktionen (zuletzt Director Development) innehatte. Im September 2022 übernahm er die Chefredaktion des Magazins Monsieur. Für seine Reportagen, Interviews und Kolumnen wurde Stefanidis mehrfach ausgezeichnet, unter anderem mit dem CNN Journalist Award sowie dem Deutschen Reporterpreis.
In seiner 2010 veröffentlichten Erzählung Beim Griechen beschreibt Stefanidis die Geschichte seiner Eltern, die 1963 aus Griechenland einwanderten und 1970 das erste griechische Restaurant in Karlsruhe eröffneten. Sein Debüt wurde zum Bestseller. 2014 erschien seine zweite Erzählung Wie geht’s den Jungs vom Gottesacker? (Rowohlt).

## Auszeichnungen
- 2007 wurde er vom Medium Magazin als Journalist des Jahres ausgezeichnet
- 2008 CNN Journalist Award in der Kategorie Print[15]
- 2008 Richard-von-Weizsäcker-Journalistenpreis, für Ein Leben nach dem Tod
- 2011 Nominiert für den Deutschen Reporterpreis, Kategorie Beste Politische Reportage[16]
- 2012 Nominiert für den Deutschen Reporterpreis, Kategorie Bestes Interview[17]
- 2013 Deutscher Reporterpreis, Sonderpreis (für Sagen Sie jetzt nichts, Peer Steinbrück)[18][19]

## Werke
- Sagen Sie jetzt nichts. Interviews ganz ohne Worte. Süddeutsche Zeitung Edition, 2008[20]
- Beim Griechen. Wie mein Vater in unserer Taverne Geschichte schrieb. Fischer Verlag, Berlin 2010, ISBN 978-3-596-18758-4.
- Wie geht's den Jungs vom Gottesacker?. Rowohlt, München, 2014, ISBN 978-3-499-61708-9.
- Wir, Ritter der Ehrenrunde. Koesel Verlag, München 2016, ISBN 978-3-466-31058-6